# Rosnoën

Rosnoën este o comună în departamentul Finistère, Franța. În 1 ianuarie 2022 avea o populație de 993 de locuitori.